# Iglesia de Santa Úrsula (Friburgo de Brisgovia)
La iglesia de Santa Úrsula es una iglesia católica antigua situada en el casco viejo de Friburgo de Brisgovia, Baden-Wurtemberg, Alemania.
El edificio donde se encuentra la iglesia es llamado "monasterio negro", aunque los muros exteriores son amarillos. El "negro" en el nombre del edificio se explica del hecho que el traje de las monjas de Santa Úrsula era negro. En 1696 las monjas se establecieron en Friburgo y en 1707 compraron un solar cerca de la muralla occidental de la ciudad para 17 8 20 florines, provenientes sobre todo de donaciones. El 30 de abril de 1710 la primera piedra fue colocada y el 5 de agosto de 1710 la iglesia del monasterio fue dedicada, como la primera en Friburgo, al "corazón más sagrado de Jesús". Durante el combate cultural badense el monasterio fue disuelto en 1877. Desde hace 1894 la iglesia es una iglesia parroquial católica antigua.